# World Tag Team Championship (WWE)
Il World Tag Team Championship è un titolo di wrestling per la categoria di coppia della WWE, esclusivo del roster di Raw, ed è detenuto dal Judgment Day, Finn Bálor e JD McDonagh dal 30 giugno 2025.

## Storia

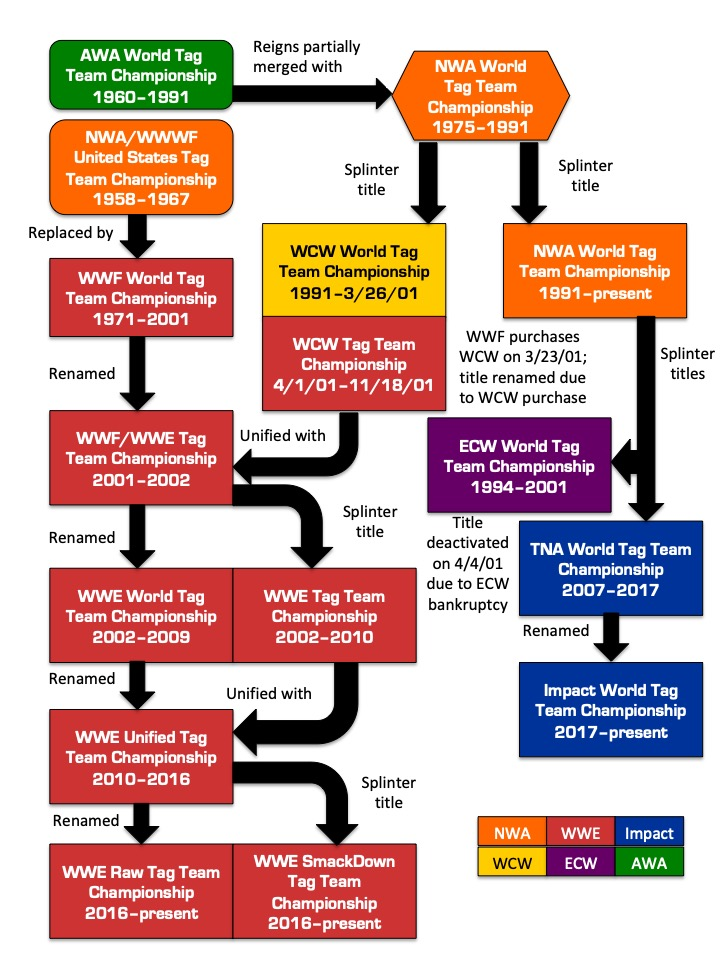
Un diagramma che mostra l'evoluzione di diversi titoli di coppia di wrestling, incluso il Raw Tag Team Championship

Il World Tag Team Championship è il secondo titolo di coppia più recente della WWE dopo il WWE Tag Team Championship, mentre quello più antico è l'ormai soppresso titolo omonimo attivo dal 1971 al 2010. Dopo la divisione del roster WWE in due avvenuta nel 2002, tutti i titoli dovevano essere divisi fra i due nuovi roster Raw e SmackDownǃ. Inizialmente gli allora campioni di coppia (che detenevano il WWE Tag Team Championship), Billy e Chuck, apparivano solo a SmackDown!. Quando gli Un-Americans divennero campioni, il titolo divenne un'esclusiva del roster di Raw e venne rinominato World Tag Team Championship. Pertanto, la general manager di SmackDown! Stephanie McMahon creò un nuovo titolo di coppia esclusivo per SmackDownǃ, il WWE Tag Team Championship appunto, che sarebbe stato messo in palio per la prima volta in un torneo a No Mercy che vide Chris Benoit e Kurt Angle trionfare su Edge e Rey Mysterio.
Il 5 aprile 2009, a WrestleMania XXV, i Colóns, allora detentori del WWE Tag Team Championship, sconfissero John Morrison e The Miz, allora detentori del World Tag Team Championship, in un Lumberjack match: i due titoli vennero quindi unificati in un titolo unico noto con il nome di "Unified WWE Tag Team Championship", mantenendo però tutte e quattro le cinture. I due titoli di coppia rimasero indipendentementi, ma vennero difesi in ogni roster.
Nella puntata di Raw del 16 agosto 2010 il general nanager anonimo di Raw decise di togliere lo Unified WWE Tag Team Championship per sostituirlo con due nuove cinture, rinominate semplicemente "WWE Tag Team Championship", presentate da Bret Hart e consegnate agli allora campioni della Hart Dynasty; di conseguenza il World Tag Team Championship venne ufficialmente ritirato. Il titolo, pur avendo perso la parola "Unified", continuò comunque ad essere difeso in entrambi i roster. Dal 29 agosto 2011, con la fine della brand extension, il titolo venne difeso in via definitiva sia a Raw che a SmackDown.
Con la Draft Lottery, avvenuta nella puntata di SmackDown del 19 luglio 2016, il titolo è diventato un'esclusiva di Raw poiché gli allora campioni del New Day furono trasferiti in questo roster. A seguito della creazione dello SmackDown Tag Team Championship per il roster di SmackDown, il 5 settembre 2016 il titolo venne rinominato "Raw Tag Team Championship".
Il 18 dicembre 2016, dopo 483 giorni di regno, i membri del New Day divennero i campioni di coppia più longevi della storia della WWE, avendo superato il record dei Demolition, che avevano detenuto l'ormai soppresso World Tag Team Championship per appunto 478 giorni e poiché il titolo era stato unificato con il WWE Tag Team Championship nel 2010 questo fa sì che il regno del New Day sia stato riconosciuto come il più lungo nella storia della WWE in assoluto.
Il 9 ottobre, per effetto del Draft, gli SmackDown Tag Team Champions Kofi Kingston e Xavier Woods del New Day passarono al roster di Raw, rendendo di fatto tale brand detentore di entrambi i titoli di coppia principali della federazione. Tuttavia, il 12 ottobre 2020, i detentori del Raw Tag Team Championship, gli Street Profits passarono a SmackDown per effetto del Draft, e dunque scambiarono i propri titoli di coppia di Raw con quelli di SmackDown di Kingston e Woods del New Day.
Il 20 maggio 2022, a SmackDown, gli Usos, detentori dello SmackDown Tag Team Championship, sconfissero gli RK-Bro unificando lo SmackDown Tag Team Championship con il Raw Tag Team Championship appena vinto per formare l'Undisputed WWE Tag Team Championship. Nonostante l'unificazione, i due titoli rimasero indipendenti.
L'8 maggio 2023, a seguito del Draft, i campioni Kevin Owens e Sami Zayn vennero assegnati al roster di Raw e, pertanto, venne stabilito che i titoli potessero venire difesi sia a Raw che a SmackDown.
Il 15 aprile 2024 il titolo venne rinominato World Tag Team Championship.

## Cintura
Quando il titolo venne introdotto nel 2002, il suo design era identico a quello del WWF Tag Team Championship con la differenza che c'era un planisfero al centro di colore azzurro e la scritta "Tag Team Champions". Quando, nel 2010, il WWE Tag Team Championship venne unificato col World Tag Team Championship, il design del titolo venne cambiato completamente: la cintura, di cuoio nero, ha una placca rotonda color bronzo al centro con due elmi spartani in posizione uno l'opposto all'altro e due placche laterali rotonde bronzee da ambedue i lati, le prime due con il logo della WWE le altre due con due elmi spartani; sulla placca centrale, decorata in stile greco, vi è il logo della WWE e la scritta "Tag Team Champions".
Nella puntata di Raw del 19 dicembre 2016 la cintura (che il 5 settembre 2016 era stata rinominata Raw Tag Team Championship) cambia nuovamente design, diventando uguale a quella dello SmackDown Tag Team Championship con la differenza della cintura, che è di colore rosso, mentre la placca centrale è argentata.
Il 15 aprile 2024 il titolo venne rinominato World Tag Team Championship e il design venne nuovamente modificato con la placca centrale che è rimasta rotonda, ma dorata con il logo della WWE al centro con la scritta "World Tag Team" sopra e "Champions" sotto.

## Nomi
| Nome                              | Anni                                                          |
| --------------------------------- | ------------------------------------------------------------- |
| WWE Tag Team Championship         | 20 ottobre 2002–4 aprile 2009 17 agosto 2010–4 settembre 2016 |
| Unified WWE Tag Team Championship | 5 aprile 2009–16 agosto 2010                                  |
| WWE Raw Tag Team Championship     | 5 settembre 2016–8 aprile 2024                                |
| World Tag Team Championship       | 15 aprile 2024–presente                                       |

## Albo d'oro
Statistiche aggiornate al 10 agosto 2025. 
| #  | Team                                                    | Regni | Data              | Giorni | Località                     | Evento                        | Note | Fonti                |
| -- | ------------------------------------------------------- | ----- | ----------------- | ------ | ---------------------------- | ----------------------------- | --- | -------------------- |
| 1  | Chris Benoit e Kurt Angle                               | 1     | 20 ottobre 2002   | 16     | Little Rock, Arkansas        | No Mercy                      | I titoli vennero creati per il roster di SmackDown! dopo che il World Tag Team Championship divenne un'esclusiva di Raw. Angle e Benoit sconfissero Edge e Rey Mysterio nella finale del torneo per l'assegnazione dei titoli. | [ 6 ]                |
| 2  | Edge e Rey Mysterio                                     | 1     | 5 novembre 2002   | 12     | Manchester, New Hampshire    | SmackDown!                    | In un 2-out-of-3 falls match vinto per 2-1. | [ 7 ]                |
| 3  | Los Guerreros                                           | 1     | 17 novembre 2002  | 79     | New York City, New York      | Survivor Series               | In un Triple Threat Tag Team Elimination match che comprendeva anche Chris Benoit e Kurt Angle. | [ 8 ]                |
| 4  | Team Angle                                              | 1     | 4 febbraio 2003   | 103    | Filadelfia, Pennsylvania     | SmackDown!                    | | [ 9 ]                |
| 5  | Eddie Guerrero e Tajiri                                 | 1     | 18 maggio 2003    | 44     | Charlotte, Carolina del Nord | Judgment Day                  | In un ladder match. Tajiri sostituì l'infortunato Chavo Guerrero. | [ 10 ]               |
| 6  | The World's Greatest Tag Team                           | 2     | 1º luglio 2003    | 77     | Rochester, New York          | SmackDown!                    | | [ 11 ]               |
| 7  | Los Guerreros                                           | 2     | 16 settembre 2003 | 35     | Raleigh, Carolina del Nord   | SmackDown!                    | | [ 12 ]               |
| 8  | The Basham Brothers                                     | 1     | 21 ottobre 2003   | 105    | Albany, New York             | SmackDown!                    | | [ 13 ]               |
| 9  | Rikishi e Scotty 2 Hotty                                | 1     | 3 febbraio 2004   | 77     | Cleveland, Ohio              | SmackDown!                    | | [ 14 ]               |
| 10 | Charlie Haas e Rico                                     | 1     | 20 aprile 2004    | 56     | Kelowna                      | SmackDown!                    | | [ 15 ]               |
| 11 | The Dudley Boyz                                         | 1     | 15 giugno 2004    | 21     | Chicago, Illinois            | SmackDown!                    | | [ 16 ]               |
| 12 | Billy Kidman e Paul London                              | 1     | 6 luglio 2004     | 63     | Winnipeg                     | SmackDown!                    | | [ 17 ]               |
| 13 | Kenzo Suzuki e René Duprée                              | 1     | 7 settembre 2004  | 91     | Tulsa, Oklahoma              | SmackDown!                    | | [ 18 ]               |
| 14 | Rey Mysterio e Rob Van Dam                              | 1     | 7 dicembre 2004   | 35     | Greenville, Carolina del Sud | SmackDown!                    | | [ 19 ]               |
| 15 | The Basham Brothers                                     | 2     | 11 gennaio 2005   | 40     | Tampa, Florida               | SmackDown!                    | In un fatal 4-way elimination match che comprendeva anche Booker T e Eddie Guerrero e Mark Jindrak e Luther Reigns. | [ 20 ]               |
| 16 | Eddie Guerrero e Rey Mysterio                           | 1     | 20 febbraio 2005  | 57     | Pittsburgh, Pennsylvania     | No Way Out                    | | [ 21 ]               |
| 17 | MNM                                                     | 1     | 18 aprile 2005    | 97     | New York City, New York      | SmackDown!                    | | [ 22 ]               |
| 18 | The Legion of Doom (Animal e Heidenreich)               | 1     | 24 luglio 2005    | 93     | New York City, New York      | The Great American Bash       | | [ 23 ]               |
| 19 | MNM                                                     | 2     | 25 ottobre 2005   | 49     | San Francisco, California    | SmackDown!                    | In un fatal 4-way tag team match che comprendeva anche Psicosis e Super Crazy e Paul Burchill e William Regal. | [ 24 ]               |
| 20 | Batista e Rey Mysterio                                  | 1     | 13 dicembre 2005  | 14     | Springfield, Massachusetts   | SmackDown!                    | | [ 25 ]               |
| 21 | MNM                                                     | 3     | 27 dicembre 2005  | 145    | Uncasville, Connecticut      | SmackDown!                    | | [ 26 ]               |
| 22 | Paul London e Brian Kendrick                            | 1     | 21 maggio 2006    | 331    | Phoenix, Arizona             | Judgment Day                  | | [ 27 ]               |
| 23 | Deuce e Domino                                          | 1     | 17 aprile 2007    | 133    | Milano                       | SmackDown!                    | | [ 28 ]               |
| 24 | Matt Hardy e MVP                                        | 1     | 28 agosto 2007    | 77     | Albany, New York             | SmackDown!                    | | [ 29 ]               |
| 25 | John Morrison e The Miz                                 | 1     | 13 novembre 2007  | 250    | Wichita, Kansas              | SmackDown!                    | | [ 30 ]               |
| 26 | Curt Hawkins e Zack Ryder                               | 1     | 20 luglio 2008    | 63     | Uniondale, New York          | The Great American Bash       | In un fatal 4-way tag team match che comprendeva anche Jesse e Festus e Finlay e Hornswoggle. | [ 31 ]               |
| 27 | The Colóns                                              | 1     | 21 settembre 2008 | 280    | Columbus, Ohio               | SmackDown                     | Il 5 aprile 2009, a WrestleMania XXV, i Colóns sconfissero John Morrison e The Miz in un lumberjack match, unificando il WWE Tag Team Championship con il World Tag Team Championship appena vinto per formare lo Unified WWE Tag Team Championship; nonostante l'unificazione, i due titoli rimasero indipendenti e vennero difesi sia a Raw che a SmackDown. | [ 32 ]               |
| 28 | Chris Jericho e Edge                                    | 1     | 28 giugno 2009    | 28     | Sacramento, California       | The Bash                      | In un triple threat tag team match che comprendeva anche Cody Rhodes e Ted DiBiase. | [ 33 ]               |
| 29 | Jeri-Show                                               | 1     | 26 luglio 2009    | 140    | Filadelfia, Pennsylvania     | Night of Champions            | Subito dopo la vittoria dei titoli, Edge ebbe un infortunio al Tendine di Achille che lo costrinse a rendere vacante il titolo. Jericho rimase comunque campione e nominò Big Show come sostituto dell'infortunato Edge. La WWE considera questo come un secondo regno per Jericho.                                                                            | [ 34 ] [ 35 ]        |
| 30 | D-Generation X (Shawn Michaels e Triple H)              | 1     | 13 dicembre 2009  | 57     | San Antonio, Texas           | TLC: Tables, Ladders & Chairs | In un tables, ladders and chairs match. | [ 36 ]               |
| 31 | ShoMiz                                                  | 1     | 8 febbraio 2010   | 77     | LaFayette, Louisiana         | Raw                           | In un triple threat tag team elimination match che comprendeva anche CM Punk e Luke Gallows. | [ 37 ]               |
| 32 | The Hart Dynasty                                        | 1     | 26 aprile 2010    | 146    | Richmond, Virginia           | Raw                           | Il 16 agosto 2010 il World Tag Team Championship venne ritirato. I titoli persero la parola "Unified" ma continuarono ad essere difesi in entrambi i roster. | [ 38 ]               |
| 33 | Cody Rhodes e Drew McIntyre                             | 1     | 19 settembre 2010 | 35     | Chicago, Illinois            | Night of Champions            | In un tag team turmoil match che comprendeva anche Evan Bourne e Mark Henry, Santino Marella e Vladimir Kozlov e gli Usos. | [ 39 ]               |
| 34 | The Nexus (David Otunga e John Cena)                    | 1     | 24 ottobre 2010   | 1      | Minneapolis, Minnesota       | Bragging Rights               | | [ 40 ]               |
| 35 | The Nexus (Heath Slater e Justin Gabriel)               | 1     | 25 ottobre 2010   | 42     | Green Bay, Wisconsin         | Raw                           | | [ 41 ]               |
| 36 | Santino Marella e Vladimir Kozlov                       | 1     | 6 dicembre 2010   | 76     | Louisville, Kentucky         | Raw                           | In un fatal 4-way tag team elimination match che comprendeva anche Mark Henry e Yoshi Tatsu e gli Usos. | [ 42 ]               |
| 37 | The Corre (Heath Slater e Justin Gabriel)               | 2     | 20 febbraio 2011  | 1      | Oakland, California          | Elimination Chamber           | | [ 43 ]               |
| 38 | John Cena e The Miz                                     | 1     | 21 febbraio 2011  | <1     | Fresno, California           | Raw                           | | [ 44 ]               |
| 39 | The Corre (Heath Slater e Justin Gabriel)               | 3     | 21 febbraio 2011  | 57     | Fresno, California           | Raw                           | Il general manager anonimo di Raw sancì il rematch pochi minuti dopo. | [ 45 ]               |
| 40 | Big Show e Kane                                         | 1     | 19 aprile 2011    | 34     | Londra                       | SmackDown                     | | [ 46 ]               |
| 41 | The New Nexus (David Otunga e Michael McGillicutty)     | 1     | 23 maggio 2011    | 91     | Portland, Oregon             | Raw                           | | [ 47 ]               |
| 42 | Air Boom                                                | 1     | 22 agosto 2011    | 146    | Edmonton, Alberta            | Raw                           | Dal 29 agosto 2011, con la fine della brand extension, i titoli vennero difesi sia a Raw che a SmackDown. | [ 48 ]               |
| 43 | Primo & Epico                                           | 1     | 15 gennaio 2012   | 106    | Oakland, California          | House Show                    | | [ 49 ]               |
| 44 | Kofi Kingston e R-Truth                                 | 1     | 30 aprile 2012    | 139    | Dayton, Ohio                 | Raw                           | | [ 50 ]               |
| 45 | Team Hell No                                            | 1     | 16 settembre 2012 | 245    | Boston, Massachusetts        | Night of Champions            | | [ 51 ]               |
| 46 | The Shield (Roman Reigns e Seth Rollins)                | 1     | 19 maggio 2013    | 148    | Saint Louis, Missouri        | Extreme Rules                 | In un tornado tag team match. | [ 52 ]               |
| 47 | Cody Rhodes e Goldust                                   | 1     | 14 ottobre 2013   | 104    | St. Louis, Missouri          | Raw                           | In un no disqualification match. | [ 53 ]               |
| 48 | The New Age Outlaws                                     | 1     | 26 gennaio 2014   | 36     | Pittsburgh, Pennsylvania     | Royal Rumble                  | | [ 54 ]               |
| 49 | The Usos                                                | 1     | 3 marzo 2014      | 202    | Rosemont, Illinois           | Raw                           | | [ 55 ]               |
| 50 | Goldust e Stardust                                      | 2     | 21 settembre 2014 | 63     | Nashville, Tennessee         | Night of Champions            | | [ 56 ]               |
| 51 | The Miz e Damien Mizdow                                 | 1     | 23 novembre 2014  | 36     | St. Louis, Missouri          | Survivor Series               | In un fatal 4-way tag team match che comprendeva anche i Los Matadores e gli Usos. | [ 57 ]               |
| 52 | The Usos                                                | 2     | 29 dicembre 2014  | 55     | Washington                   | Raw                           | | [ 58 ]               |
| 53 | Cesaro e Tyson Kidd                                     | 1     | 22 febbraio 2015  | 63     | Memphis, Tennessee           | Fastlane                      | | [ 59 ]               |
| 54 | The New Day                                             | 1     | 26 aprile 2015    | 49     | Rosemont, Illinois           | Extreme Rules                 | Oltre a Big E e Kingston, anche Woods venne riconosciuto come campione sotto la "Freebird Rule". | [ 60 ] [ 61 ]        |
| 55 | The Prime Time Players                                  | 1     | 14 giugno 2015    | 70     | Columbus, Ohio               | Money in the Bank             | | [ 62 ]               |
| 56 | The New Day                                             | 2     | 23 agosto 2015    | 483    | Brooklyn, New York           | SummerSlam                    | In un fatal 4-way tag team match che comprendeva anche i Los Matadores e i Lucha Dragons. Oltre a Big E e Kingston, anche Woods venne riconosciuto come campione sotto la "Freebird Rule". Il 19 luglio 2016, a seguito della Draft Lottery, il titolo divenne un'esclusiva di Raw e il 5 settembre 2016 venne rinominato WWE Raw Tag Team Championship.       | [ 63 ] [ 64 ] [ 65 ] |
| 57 | Cesaro e Sheamus                                        | 1     | 18 dicembre 2016  | 42     | Pittsburgh, Pennsylvania     | Roadblock: End of the Line    | | [ 66 ]               |
| 58 | Luke Gallows e Karl Anderson                            | 1     | 29 gennaio 2017   | 63     | San Antonio, Texas           | Royal Rumble                  | L'incontro venne diretto da due arbitri. | [ 67 ]               |
| 59 | The Hardy Boyz                                          | 1     | 2 aprile 2017     | 63     | Orlando, Florida             | WrestleMania 33               | In un fatal 4-way tag team ladder match che comprendeva anche Enzo Amore e Big Cass e Cesaro e Sheamus. | [ 68 ]               |
| 60 | The Bar                                                 | 2     | 4 giugno 2017     | 77     | Baltimora, Maryland          | Extreme Rules                 | In uno steel cage match. | [ 69 ]               |
| 61 | Dean Ambrose e Seth Rollins                             | 1     | 20 agosto 2017    | 78     | Brooklyn, New York           | SummerSlam                    | | [ 70 ]               |
| 62 | The Bar                                                 | 3     | 6 novembre 2017   | 49     | Manchester                   | Raw                           | | [ 71 ]               |
| 63 | Jason Jordan e Seth Rollins                             | 1     | 25 dicembre 2017  | 34     | Chicago, Illinois            | Raw                           | | [ 72 ]               |
| 64 | The Bar                                                 | 4     | 28 gennaio 2018   | 70     | Filadelfia, Pennsylvania     | Royal Rumble                  | | [ 73 ]               |
| 65 | Braun Strowman e Nicholas                               | 1     | 8 aprile 2018     | 1      | New Orleans, Louisiana       | WrestleMania 34               | Strowman scelse come partner per l'incontro Nicholas, un bambino di 10 anni presente tra il pubblico. | [ 74 ]               |
| —  | Vacante                                                 | —     | 9 aprile 2018     | —      | New Orleans, Louisiana       | Raw                           | I titoli vennero resi vacanti poiché Nicholas era ancora impegnato con la scuola. | [ 75 ]               |
| 66 | Bray Wyatt e Matt Hardy                                 | 1     | 27 aprile 2018    | 79     | Gedda                        | Greatest Royal Rumble         | Hardy e Wyatt sconfissero Cesaro e Sheamus in un match per la riassegnazione dei titoli. | [ 76 ]               |
| 67 | The B-Team                                              | 1     | 15 luglio 2018    | 50     | Pittsburgh, Pennsylvania     | Extreme Rules                 | | [ 77 ]               |
| 68 | Dolph Ziggler e Drew McIntyre                           | 1     | 3 settembre 2018  | 49     | Columbus, Ohio               | Raw                           | | [ 78 ]               |
| 69 | Dean Ambrose e Seth Rollins                             | 2     | 22 ottobre 2018   | 14     | Providence, Rhode Island     | Raw                           | | [ 79 ]               |
| 70 | AOP                                                     | 1     | 5 novembre 2018   | 35     | Manchester                   | Raw                           | In un 2-on-1 handicap match contro il solo Rollins. | [ 80 ]               |
| 71 | Bobby Roode e Chad Gable                                | 1     | 10 dicembre 2018  | 63     | San Diego, California        | Raw                           | In un 3-on-2 handicap match dove Drake Maverick era in coppia con gli AOP. | [ 81 ]               |
| 72 | The Revival                                             | 1     | 11 febbraio 2019  | 55     | Grand Rapids, Michigan       | Raw                           | | [ 82 ]               |
| 73 | Curt Hawkins e Zack Ryder                               | 2     | 7 aprile 2019     | 64     | East Rutherford, New Jersey  | WrestleMania 35               | | [ 83 ]               |
| 74 | The Revival                                             | 2     | 10 giugno 2019    | 49     | San Jose, California         | Raw                           | In un triple threat tag team match che comprendeva anche gli Usos. | [ 84 ]               |
| 75 | Luke Gallows e Karl Anderson                            | 2     | 29 luglio 2019    | 21     | Little Rock, Arkansas        | Raw                           | In un triple threat tag team match che comprendeva anche gli Usos. | [ 85 ]               |
| 76 | Braun Strowman e Seth Rollins                           | 1     | 19 agosto 2019    | 27     | Saint Paul, Minnesota        | Raw                           | | [ 86 ]               |
| 77 | Dolph Ziggler e Robert Roode                            | 1     | 15 settembre 2019 | 29     | Charlotte, Carolina del Nord | Clash of Champions            | | [ 87 ]               |
| 78 | The Viking Raiders                                      | 1     | 14 ottobre 2019   | 98     | Denver, Colorado             | Raw                           | | [ 88 ]               |
| 79 | Buddy Murphy e Seth Rollins                             | 1     | 20 gennaio 2020   | 42     | Wichita, Kansas              | Raw                           | | [ 89 ]               |
| 80 | The Street Profits                                      | 1     | 2 marzo 2020      | 224    | Brooklyn, New York           | Raw                           | In un now or never match. | [ 90 ]               |
| 81 | The New Day (Kofi Kingston e Xavier Woods)              | 3     | 12 ottobre 2020   | 69     | Orlando, Florida             | Raw                           | A seguito del passaggio di Kingston e Woods al roster di Raw, questi cedettero lo SmackDown Tag Team Championship agli Street Profits (passati al roster di SmackDown) in cambio del Raw Tag Team Championship. | [ 91 ]               |
| 82 | The Hurt Business (Cedric Alexander e Shelton Benjamin) | 1     | 20 dicembre 2020  | 85     | Saint Petersburg, Florida    | TLC: Tables, Ladders & Chairs | | [ 92 ]               |
| 83 | The New Day (Kofi Kingston e Xavier Woods)              | 4     | 15 marzo 2021     | 26     | St. Petersburg, Florida      | Raw                           | | [ 93 ]               |
| 84 | AJ Styles e Omos                                        | 1     | 10 aprile 2021    | 133    | Tampa, Florida               | WrestleMania 37               | | [ 94 ]               |
| 85 | RK-Bro                                                  | 1     | 21 agosto 2021    | 142    | Paradise, Nevada             | SummerSlam                    | | [ 95 ]               |
| 86 | Alpha Academy                                           | 1     | 10 gennaio 2022   | 56     | Filadelfia, Pennsylvania     | Raw                           | | [ 96 ]               |
| 87 | RK-Bro                                                  | 2     | 7 marzo 2022      | 74     | Cleveland, Ohio              | Raw                           | In un triple threat tag team match che comprendeva anche Kevin Owens e Seth Rollins. | [ 97 ]               |
| 88 | The Usos                                                | 3     | 20 maggio 2022    | 316    | Grand Rapids, Michigan       | SmackDown                     | In un winner takes all match in cui era in palio anche lo SmackDown Tag Team Championship degli Usos per formare l'Undisputed WWE Tag Team Championship. Nonostante l'unificazione, i due titoli rimasero indipendenti. | [ 2 ]                |
| 89 | Kevin Owens e Sami Zayn                                 | 1     | 1º aprile 2023    | 154    | Inglewood, California        | WrestleMania 39               | L'8 maggio 2023, a seguito del Draft, i titoli vennero difesi sia a Raw che a SmackDown. | [ 3 ] [ 98 ]         |
| 90 | The Judgment Day (Finn Bálor e Damian Priest)           | 1     | 2 settembre 2023  | 35     | Pittsburgh, Pennsylvania     | Payback                       | In uno steel city street fight. | [ 99 ]               |
| 91 | Cody Rhodes e Jey Uso                                   | 1     | 7 ottobre 2023    | 9      | Indianapolis, Indiana        | Fastlane                      | | [ 100 ]              |
| 92 | The Judgment Day (Finn Bálor e Damian Priest)           | 2     | 16 ottobre 2023   | 173    | Oklahoma City, Oklahoma      | Raw                           | | [ 101 ]              |
| 93 | The Miz e R-Truth                                       | 1     | 6 aprile 2024     | 79     | Filadelfia, Pennsylvania     | WrestleMania XL               | In un six-pack tag team ladder match che comprendeva anche i New Catch Republic, il New Day, Grayson Waller e Austin Theory e i #DIY. Nel match era in palio anche lo SmackDown Tag Team Championship, che venne vinto da Waller e Theory. Il 15 aprile 2024 il titolo venne rinominato World Tag Team Championship.                                           | [ 4 ] [ 102 ]        |
| 94 | The Judgment Day (Finn Bálor e JD McDonagh)             | 1     | 24 giugno 2024    | 175    | Indianapolis, Indiana        | Raw                           | | [ 103 ]              |
| 95 | War Raiders                                             | 2     | 16 dicembre 2024  | 124    | Boston, Massachusetts        | Raw                           | | [ 104 ]              |
| 96 | New Day                                                 | 5     | 19 aprile 2025    | 72     | Paradise, Nevada             | WrestleMania 41               | | [ 105 ]              |
| 97 | The Judgment Day (Finn Bálor e JD McDonagh)             | 5     | 30 giugno 2025    | 41     | Pittsburgh, Pennsylvania     | Raw                           | | [ 106 ]              |